# Elena Akselrod
Elena Meerovna Akselrod (în rusă Еле́на Ме́еровна Аксельро́д; în belarusă Алена Меераўна Аксельрод; n. 26 martie 1932, Miensk, RSS Bielorusă, URSS) este o poetă și traducătoare rusă și sovietică. Este fiica celebrului artist Meer Akselrod⁠(d) despre care a scris o monografie.

## Biografie
Akselrod s-a născut la Minsk în 1932. Tatăl ei a fost artistul Meer Akselrod⁠(d), iar mama ei a fost poeta de limbă idiș, Riva Rubina. Unchiul ei Zelik Axelrod (זליק אקסלרוד) a fost de asemenea poet de limba idiș; acesta a încercat să protesteze împotriva închiderii școlilor în limba idiș din URSS și a fost arestat și în cele din urmă executat în timpul retragerii Armatei Roșii de la Vilnius în 1941.
Elena Akselrod a absolvit secția literară a Institutului Pedagogic din Moscova⁠(d) (în rusă: Московский педагогический государственный университет) în 1954 și a debutat ca traducătoare în 1955. Ea a publicat prima carte de poezie pentru copii în 1961 - de atunci a scris încă șapte cărți de poezie. În perioada sovietică a lucrat ca traducătoare, traducând din limba idiș, germană, engleză și altele. Ea a tradus lucrările mamei sale, Riva Rubina.
Din 1991, Akselrod locuiește în Israel, unde a scris cărți și a tradus altele din limba ebraică. Lucrări ale sale au fost publicate în Israel, Statele Unite și Rusia. Ea a scris un studiu despre arta tatălui ei, Meer Akselrod, care l-a făcut cunoscut în afara Rusiei. În 2008, a fost publicată cartea ei de memorii O curte de pe strada Barrikadny.
Fiul ei este pictorul / artistul ruso-israelian Michael Yachilevich (Михаил Яхилевич).